# Алёшкино сердце
«Алёшкино сердце» ― рассказ русского советского писателя Михаила Александровича Шолохова, написанный в 1925 году.

## История публикации
Рассказ «Алёшкино сердце» впервые опубликован в «Журнале крестьянской молодёжи», 31 марта 1925 г., № 5, под заглавием «Алёшка». В том же году (1925) вышел отдельным изданием (М.—Л.: Госиздат) под заглавием «Алёшкино сердце». Входил в авторские сборники «Донские рассказы», издательство «Новая Москва», М. 1926 и «Лазоревая степь. Донские рассказы. 1923―1925» (1931).
В 1925—1931 годы было опубликовано четыре варианта произведения, разнившихся объёмом, композицией и финальной частью. В «Журнале крестьянской молодёжи» ― сокращённый вариант текста, где полностью отсутствовали истории гибели семьи Алёшки и описания героя, который в финале становится комсомольцем. Купированные фрагменты восстановлены автором в отдельном издании рассказа 1925 года. В сборнике «Донские рассказы» (1926) произведение заканчивалось трагически, гибелью Алексея Попова. В сборнике «Лазоревая степь. Донские рассказы» (1931) перепечатан сокращённый вариант текста «Журнала крестьянской молодёжи» с отсечённым концом. Для Собрания сочинений писателя выбран текст отдельного издания 1925 года.

## Сюжет
В рассказе нарисованы страшные, натуралистически-правдивые картины голода на Дону, в результате которого гибнет вся семья главного героя. Олицетворением бесчеловечности и жестокости предстаёт в произведении жуткий образ соседки Макарчихи, от руки которой погибает одна из сестёр Алёшки. Сам он, чудом выживший, нанимается в батраки к станичному богатею, но настоящим спасителем мальчика становится политком Синицын. Ему-то и сообщает герой о разговоре, услышанном ночью в доме хозяина, предупреждает о предстоящем налёте банды на станицу. Принимая участие в бою красноармейцев с бандитами, Алёшка совершает подвиг, спасая женщину с ребёнком. Главную черту характера героя ― доброту, которой мотивированы в конечном итоге все его поступки, Шолохов связал с обликом персонажа:
У Алёшки зубы редкие и большие, и сердце у Алёшки простецкое, сроду ни на кого не серчал, ― реализуя в этом народную примету «Редкие зубы ― добрый человек».

## Реальные события и прототипы
В произведении нашли отражение реальные события, связанные с судьбой семьи Крамсковых из станицы Каргинской. Фёдор Дмитриевич Крамсков, участник Первой мировой войны, во время Вёшенского восстания призванный в повстанческую армию и отступивший с Донской армией на Кубань, домой не вернулся. Его жена, Матрёна Михеевна, умерла от тифа в 1921 году во время голода, вызванного засухой. От голода умерли трое её детей. Дочь Тасю до смерти забила соседка Макарьевна (или Макарчиха); она же едва не убила сына Крамсковых, Алексея, поймав на воровстве в своём погребе. По сообщению Г. Я. Сивоволова, Алексей Крамсков, ставший прототипом главного героя рассказа Алексея Попова, говорил, что это о нём Шолохов «прописал», однако стыдился признаваться, что он залезал к Макарчихе в погреб. Источником образа политкома Синицына также послужило реальное лицо ― Василий Меньков, политком, затем заведующим каргинской заготконторой № 32, где с сентября 1921 года по февраль 1922 года служил М. А. Шолохов. О судьбе семьи Крамсковых будущий писатель мог знать как от самого Алексея Крамскова, так и от его старшей сестры Марфы, некоторое время после смерти матери жившей в доме родителей Шолохова.

## Персонажи
- Алёшка (Алексей Попов) ― главный герой рассказа, 14 лет, сирота. Без вести пропал отец, а мать и две сестры погибают во время голода. Помогает отряду красноармейцев захватить напавших на станицу бандитов, спасает женщину и ребёнка.
- Анисимовна ― мать Алёшки, умирает от голода.
- Двое в шинелях ― безымянные участники банды, навестившие ночью хозяина Алёшки Ивана Алексеева.
- Иван Алексеев ― хуторской богатей, к которому «за харч» нанимается Алёшка после смерти родных. Помогает банде проникнуть в станицу.
- Красноармейцы ― безымянные красноармейцы из отряда, захватившего банду.
- Макарчиха ― богатая соседка Алёшки, «баба ядренная и злая». Убивает старшую сестру героя Польку, до полусмерти избивает самого Алёшку, забравшегося к ней в погреб.
- Нюратка ― «младшая, черноглазая» сестра Алёшки. Умирает, «объевшись волокнистого мяса» дохлого жеребёнка.
- Полька ― старшая сестра Алёшки, убита соседкой Макарчихой за съеденные «постные щи».
- Синицын ― политком, принимает горячее участие в судьбе главного героя.
- Сосед ― безымянный сосед Ивана Алексеева, укоряет последнего за нещадную эксплуатацию Алёшки.
- Соседский парнишка ― безымянный персонаж, сообщает Алёшке о том, что его мёртвую Нюратку вырыли собаки из канавы.
- Хозяйка ― безымянная жена Ивана Алексеева.
- Хозяйская сноха ― безымянная невестка Ивана Алексеева.